# Maison communale de Zoug
L’actuelle maison communale, anciennement appelée maison Bossard (en allemand Bossardhaus, aujourd'hui Stadthaus), est une demeure bourgeoise de la ville suisse de Zoug abritant désormais l’administration de la ville. Cet édifice en maçonnerie, construit en 1543, a été surélevé en pan de bois au XVIe siècle ou XVIIe siècle, puis encore transformé ultérieurement. La façade est ornée d’un décor peint illustrant la Soupe au lait de Kappel.

## Histoire
Cette demeure construite en 1543 terminait anciennement la rangée de maisons bordant à l’est la place Kolin. Elle brûla partiellement en 1586. En 1665, le propriétaire voisin au sud, construisant alors la maison Kolin qui ferme aujourd’hui la rangée, fut obligé de rebâtir également cette habitation contiguë. Au début du XXe siècle, le médecin et collectionneur d’étains Gustav Bossard fait transformer l'édifice par l’architecte Karl Peikert. Les façades en maçonnerie, aux deux premiers étages, sont ajourées de fenêtres de style gothique tardif ; le niveau supérieur, en pan de bois, pourrait dater de 1586, ou de 1665. L’édifice, acquis vers 1977 par la Ville de Zoug pour y loger son administration communale, a été rénové en 1979-1981. L’intérieur conserve des décors peints ornant murs et plafonds, ainsi que trois poêles, dont l’un dans la salle des mariages, de 1915, par le potier de terre Josef Keiser.

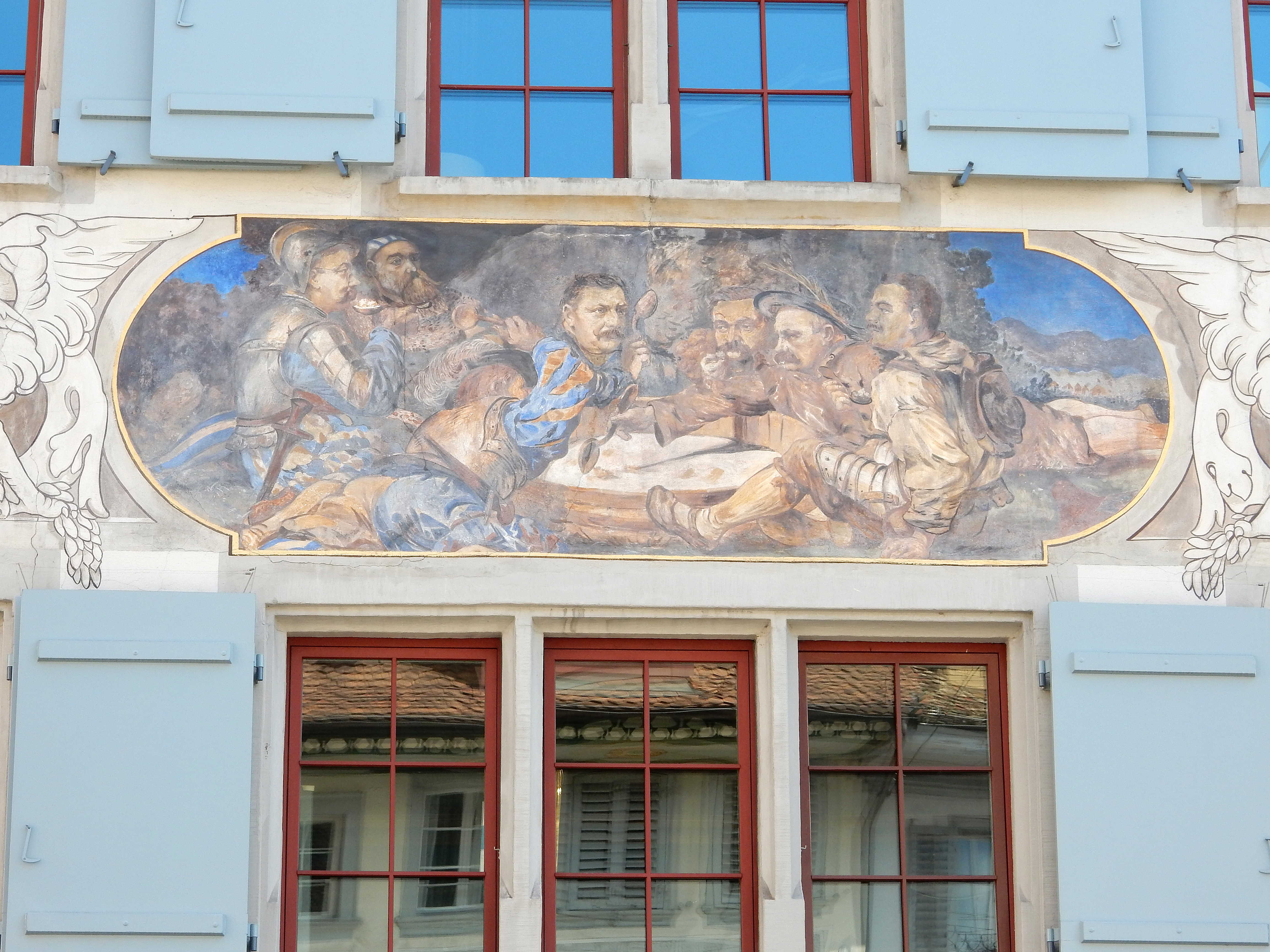
Soupe au lait de Kappel, décor peint de 1910, par Viktor Emanuel Camanini et Emil Kniepp

## Décor peint
La façade offrait anciennement un curieux décor peint bien différent de celui que l’on observe actuellement et datant sans doute de la fin du  XVIIe siècle. En effet, une vue de la fin du XIXe siècle par le peintre Franz Moos (né en 1854), montrait, au-dessus de la porte d’entrée, la Mort déguisée en chasseur, visant de son arbalète le visiteur, tandis que Saint-Michel et un putto soufflant des bulles de savon figuraient au-dessus des fenêtres. En 1910, pour l’achèvement de la rénovation entreprise dès 1903, le Dr Gustav Bossard décide d'orner le crépi de l’édifice d’une scène mythique de l'histoire suisse, à savoir l'aimable épisode de la Soupe au lait de Kappel (1529), paisible anecdote en marge des conflits religieux qui ont agité la jeune Confédération suisse.
La peinture est l’œuvre du peintre tessinois Victor Emmanuel Camanini, de Someo, établi à Lucerne, et Emil Kniepp, peintre décorateur et entrepreneur, établi lui aussi à Lucerne vers 1904. L’œuvre est aujourd’hui signée « Camanini & Kniepp. Restaur. 1981 Walser ». Les personnages qui ont servi de modèles pour illustrer les protagonistes de cette scène sont identifiés : amis du commanditaire, ce sont des notables de la « Abendglockengesellschaft », société amicale qui se réunissait au début du XXe siècle tantôt au Café Fédéral et tantôt à l’Hôtel Bellevue. On observe ainsi, de gauche à droite : le Dr Gustav Bossard lui-même, flanqué d’un personnage non identifié, puis, au centre, le sculpteur-marbrier Conrad Bissegger, suivi de l’orfèvre Karl Schnell, du pharmacien Fritz Eyss-Gräniger, et enfin d’August Keiser.